# Silk Road (онлайн пазар)
Silk Road е закрит онлайн черен пазар за нелегални стоки, част от Dark Web, опериращ като скрита услуга на маршрутизиращата система за анонимна комуникация в Интернет Tor.
Тази услуга е достъпна чрез специалния псевдодомейн „.onion“. Такива домейни не са достъпни в World Wide Web и не се превръщат в IP адреси от DNS сървърите, обслужващи „видимата част“ на Интернет. По този начин достъпът до подобни скрити услуги става само от мрежата на Tor.
Закрит след разследване на ФБР и Европол през 2014 г.

## Търговия

### Артикули
Повечето от стоките, които се търгуват в Silk Road, са нелегални според юрисдикцията на много от държавите в света. Това включва всякакви видове наркотици и психотропни вещества, включително кокаин, хероин и марихуана, детска порнография, номера на кредитни карти и откраднати акаунти за различни услуги, документи за самоличност и оръжия за масово поразяване.
Допълнително се продават и артикули, чиито произход е неустановен, но не са нелегални, например книги и ръководства, бижутерия, маркови стоки и произведения на изкуството.
Основната валута за търгуване в Silk Road са биткойните.

### Продажби
Според данни за времевия период 3 февруари 2012 – 24 юли 2012 г. приблизително 15 милиона долара в трансакции са преминали през Silk Road.

## История

### Арести
На 2 октомври 2013 г. е арестуван Рос Улбрихт – соченият за създател на Silk Road (под псевдонима Dread Pirate Roberts), в Сан Франциско от агенти на ФБР по обвинения за трафик на наркотици, компютърни престъпления и пране на пари. ФБР преустановява достъпа до сайта и конфискува от акаунтите на потребителите на пазара повече от 26 000 биткойна, равняващи се на прибл. 3,6 милиона долара. На 25 октомври ФБР съобщава, че са иззети още 144 000 биткойна на стойност прибл. 28 милиона долара, за които се смята, че са принадлежели на Улбрихт.

### Silk Road 2.0
На 6 ноември 2013 г. се появява нова версия на сайта, създадена отново от човек с ник Dread Pirate Roberts. Новата версия представлява всъщност старият сайт с подобрена сигурност. Създателите на новия сайт се принуждават да разпространяват криптирани копия на сорс кода на системата, обслужваща услугата, за да може тя да бъде възстановена своевременно, ако отново бъде спряна от властите.
На 20 декември 2013 г. още двама от администраторите на сайта са арестувани. Тяхното място бързо бива заменено от нов Dread Pirate Roberts и временен администратор с ник Defcon, обещаващи бързо да върнат сайта в работещо състояние.